# Самарт Паякарун
Самарт Паякарун (таи.สามารถ พยัคฆ์อรุณ, 5 декабря 1962, Чачоенгсао) — боец муай -тай, четырехкратный чемпион стадиона Люмпхини. Также он был чемпионом мира по боксу WBC. Помимо спортивных достижений известен своей эстрадной карьерой и съемками в многочисленный фильмах.

## Биография

### Молодость
Самарт родился 5 декабря 1962 года в тайской провинции Чачоенгсао. Паякарун начал заниматься муай-тай в 1972 году вместе со своим старшим братом Манусом Типтамаи. Свой первый бой он провёл в родной провинции Чачоенгсао на храмовой ярмарке и выиграл его по очкам. Тогда он выступал под именем Самарт Луклогхет. Позже он отправился в Патаю изучать боевое искусство с другим братом — Сомпонгом. Там они занимались в зале Синг Эссо. Позднее зал был переименован в Паякарун. После десяти боев он отправился изучать муай-тай по всей стране. До 1975 он тренировался у Йотдонга Сенанана, воспитавшего 57 чемпионов мира. Когда вес Самарата приблизился к 50 кг, он отправился в Бангкок, где в 78 году провёл свой первый бой уже как Самарт Паякарун. До конца своей карьеры он уже наменял псевдоним. В тот год он провёл более 10 боев.

### Карьера в муай-тай
До 1985 года он ещё 47 раз выходил на профессиональный ринг. Одно из прозвищ, которое ему дали в то время было «Payak Nayok», что в переводе с тайского означает «гениальный боксёр». Всего за свою карьеру Самарт провёл 150 боев, в 129 из которых одержал победу, 19 проиграл, а в 2 была зафиксирована ничья. Трижды признавался бойцом года в Таиланде — в 1981, 1983 и 1988 годах. Первый чемпионский титул Люмпхини получил в 17 лет в весе до 47 кг, далее повторил свой успех в 49 кг, 52 и 57 кг. Самым трудным поединком в своей карьере считает бой против пятикратного чемпиона Люмпхини Вангчанноя, который проиграл по очкам. А самым великим боем победу над до того не проигрывавшим Ногкаем Сон Патасоном. Болельщики называли Самарта «Тигр с детским лицом».

### Карьера в профессиональном боксе
В профессиональном боксе Самарт также добился высшего достижения — стал чемпионом мира WBC. Его статистика за боксерскую карьеру — 23 боя (14 из которых международные) два из них он проиграл. Его дебют на ринге состоялся 24 августа 1982 года против Нетерноя Нор Ворасинга — бывшего чемпиона мира, в котором Самарт одержал победу. Далее он одержал двенадцать побед подряд и завоевал титул чемпиона мира в легчайшем весе по версии WBC. Это случилось 18 января 1986 года, когда он победил в пятом раунде техническим нокаутом Лупе Пинтора. Далее он провёл успешную защиту титула в бою с Хуаном Кидом Мезой, одолев его по очкам в двенадцатираундовом поединке. В следующем бою с Джефом Фенеком он лишился титула, проиграв техническим нокаутом в четвёртом раунде. Завершил свою боксерскую карьеру Паякарун в 1994 году после поражения от Элоя Рохаса.

### Эстрадная и кинокарьера
В 1987 году Паякарун делает перерыв в боксерской карьере и начинает эстрадную. Всего он выпустил семь сольных альбомов. Много снимался в рекламе и даже выходил на подиум. Самарт подписал контракт с Грэмми. В 1992 он опять возвращается на ринг. Начиная с 2001 года он снимается в тайском и зарубежном кино и даже получает популярную национальную актерскую премию «Золотая кукла». Всего он снялся в 11 фильмах.